# Nordhastedt
Nordhastedt är en kommun och ort i Kreis Dithmarschen i förbundslandet Schleswig-Holstein i Tyskland.
Kommunen ingår i kommunalförbundet Amt Kirchspielslandgemeinde Heider Umland tillsammans med ytterligare 10 kommuner.